# Amedée Jean-Baptiste René Paié

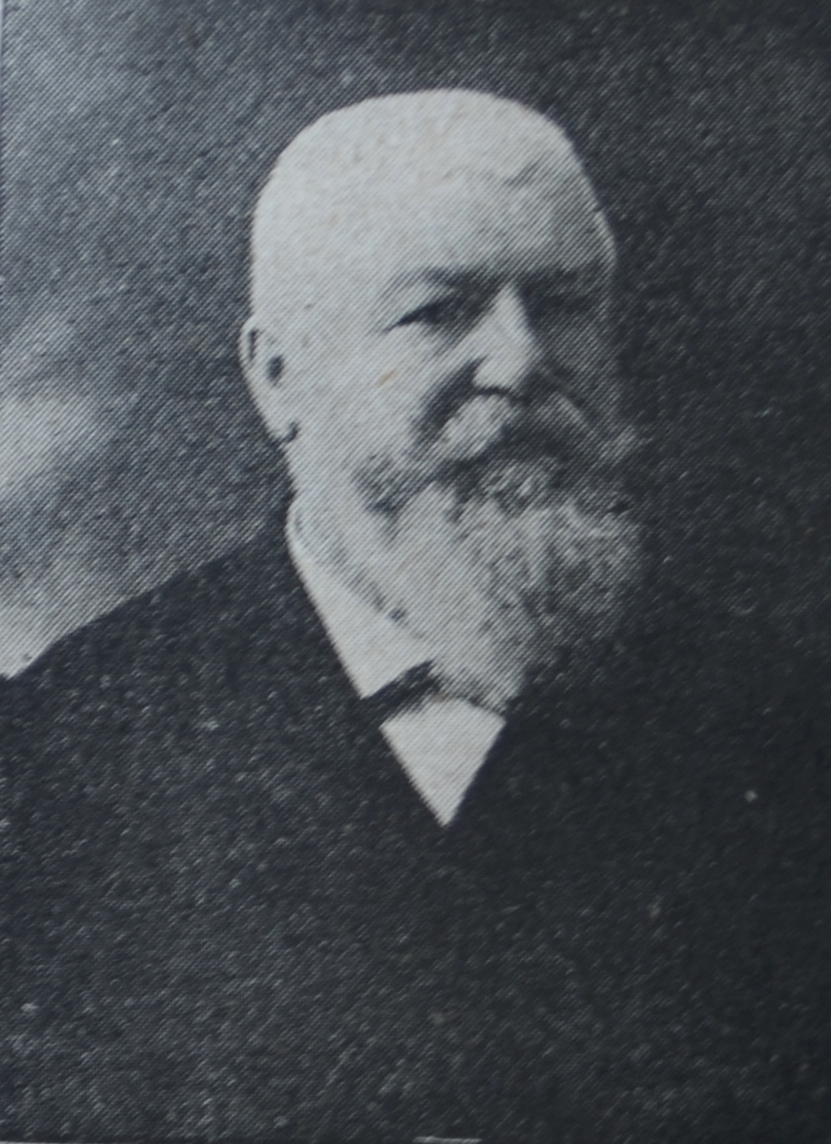
Amedée Jean-Baptiste René Paié, 1911

Amedée Jean-Baptiste René Paié (* 29. Oktober 1846 in La Retz bei Brülingen; † im 20. Jahrhundert) war Landwirt und Politiker.
Amedée Jean-Baptiste René Paié, der altkatholischer Konfession war, besuchte die Volksschule in Landorf und 1857 das Gymnasium in Saarbrücken. 1858 bis 1861 Realkursus im Collège de Lunéville. Danach machte er eine viermonatliche Studienreise in die Normandie und Nord-Frankreich und 1868 bis 69 eine viermonatliche Studienreise durch Deutschland und Österreich. Vom Militärdienst kaufte er sich gegen 2.500 Franken frei. Er war Gutsbesitzer auf La Retz bei Brülingen. 
1911 wurde er vom Landwirtschaftsrat von Elsaß-Lothringen (Lothringen) in die erste Kammer des Landtags des Reichslandes Elsaß-Lothringen gewählt. Er gehörte dem Lothringer Block an.